# Cetona (Italia)
Cetona es una localidad italiana de la provincia de Siena, región de Toscana, con 2.956 habitantes.

Ubicación de la ciudad de Cetona dentro de la provincia de Siena.

## Evolución demográfica
| Gráfica de evolución demográfica de Cetona entre 1861 y 2001 |
|                                                              |
| Fuente ISTAT - Elaboración gráfica por parte de Wikipedia    |